# RIM-2 Terrier
Convair RIM-2 Terrier là một trong số những loại tên lửa phòng không tầm trung thế hệ đầu tiên được trang bị trên tàu chiến của Hải quân Mỹ. Tên lửa được xếp vào loại tên lửa tầm trung, 2 tầng đẩy. Tên lửa RIM-2 Terrier đã trải qua nhiều lần được Hải quân Mỹ nâng cấp trong quá trình phục vụ. Từ việc được trang bị hệ thống dẫn đường theo cánh sóng radar, với tầm bắn 10 hải lý (19 km), tốc độ tối đa Mach 1,8 cho đến các phiên bản nâng cấp cuối cùng với hệ thống dẫn đường bằng radar bán chủ động semi-active radar homing (SARH), tầm bắn 40 nmi (74 km) ở tốc độ tối đa tăng lên Mach 3. Tên lửa Terrier được thay thế bằng tên lửa RIM-67 Standard ER (SM-1ER).
Terrier cũng được sử dụng để làm tên lửa khoa học nghiên cứu.

## Lịch sử
Tên lửa phòng không Terrier được phát triển trong Bumblebee Project, một nỗ lực của Hải quân Mỹ nhằm phát triển một loại tên lửa phòng không có thể tác chiến trong cự ly giữa máy bay tiêm kích tàu sân bay và pháo phòng không hạm tàu. RIM-2 Terrier được phóng thử nghiệm từ tàu USS Mississippi ngày 28/6/1953, và được triển khai đầy đủ từ năm 1956, khi lớp tàu khu trục Boston và Canberra được đưa vào hoạt động. Ban đầu Hải quân Mỹ định danh nó là SAM-N-7 cho đến sau năm 1963 nó được đổi tên thành RIM-2.
Những năm giữa thập niên 50, Thủy quân lục chiến Hoa Kỳ trang bị tên lửa RIM 2 cho 2 tiểu đoàn, những tên lửa này đã được chỉnh sửa đặc biệt để có thể phóng từ bệ phóng mặt đất. Đây cũng là lần đầu tiên lực lượng này được trang bị hệ thống tên lửa phòng không. Hệ thống tên lửa được nạp lại đạn từ xe nạp đạn được thiết kế đặc biệt, với 2 tên lửa mang theo.
Nguyên mẫu tên lửa phòng không Terrier sử dụng phương thức dẫn đường theo cánh sóng radar, cấu hình khí động học có cánh mũi tên lửa điều khiển được, cùng với đầu đạn thông thường. Tên lửa có tốc độ tối đa Mach 1,8, tầm bắn 10 nmi (19 km), và tên lửa chỉ cos khả năng tác chiến chống lại mục tiêu có tốc độ dưới tốc độ âm thanh. Tên lửa nguyên bản có lực đẩy của động cơ đạt 23 kN (5.200 lbf) và khối lượng 1.392 kg (3.069 lb). Tên lửa có đường kính thân 340 mm (13 in), dài 8,08 m (26,5 ft), và sải cánh 1,59 m (5,2 ft). Giá thành của mỗi tên lửa thời điểm đó là khoảng 60.000 $.
Ngay cả trước khi được đưa vào trang bị với số lượng lớn, tên lửa Terrier đã được nhà sản xuất tiến hành nâng cấp. Phiên bản nâng cấp là RIM-2C được giới thiệu vào năm 1958. Cánh mũi được thay thế bằng đường gân nổi cố định, và cánh đuôi điều khiển được. Phiên bản này cũng được trang bị động cơ mới giúp nó có tầm bắn mở rộng, và có khả năng thao diễn tốt hơn. Phiên bản BT-3A (RIM-2D được đưa vào trang bị từ năm 1962, mang theo đầu đạn W30 đương lượng nổ 1 kt, nhưng tất cả các phiên bản khác sử dụng đầu đạn phá mảnh điều khiển được nặng 99 kg. Tên lửa Terrier có 2 phiên bản là BT-3(N) và HT-3. Trong đó chỉ có phiên bản BT-3A có khả năng trang bị đầu đạn hạt nhân.
Khi được khai hoả, tầng đẩy khởi tốc được tách ra, tên lửa được dẫn hướng theo trục giữa của chùm radar. Tên lửa nhận biết được vị trí của nó trong chùm tia bởi một ăng ten nằm ở rìa tên lửa, đây cũng là ăng ten đảm nhận việc nhận lệnh kích hoạt đầu đạn hoặc tự hủy. Lệnh tự hủy được thực hiện sau vài mili giây kể từ khi đầu đạn được kích hoạt. Tên lửa HT-3 là phiên bản tên lửa sử dụng radar bán chủ động; nó có khả năng lái tên lửa dựa theo sóng radar phản hồi từ mục tiêu. Tuy nhiên, nếu bị chế áp điện tử, nó sẽ tấn công nhầm vào ngồn phát nhiễu điện tử.
Lớp tàu chiến Belknap, được trang bị hệ thống tên lửa chống ngầm ASROC, loại tên lửa này cũng được phóng từ cùng loại ray phóng của Terrier.
Phiên bản trang bị radar SARH RIM-2E có khả năng tác chiến tốt hơn với các mục tiêu bay ở độ cao thấp. Phiên bản cuối cùng của Terrier là RIM-2F, sử dụng loại động cơ mới, giúp tăng gấp đôi cự ly tác chiến, lên 40 nmi (74 km).
Tên lửa Terrier là loại vũ khí phòng không hạm đội chính được trang bị trên các tàu tuần dương của Hải quân Mỹ trong những năm 1960s. Nó cũng được lắp đặt trên các tàu cỡ nhỏ hơn nhiều so với loại tên lửa tầm xa/cỡ lớn hơn là RIM-8 Talos. Một hệ thống cơ bản gồm tay phóng đạn kép Mk 10 cùng với 40 đạn dự trữ. Một số tàu còn có số đạn dự trữ lên tới 60 hoặc 80 đạn. Trong trường hợp của lớp tàu Boston and Canberra sử dụng 72 đạn tên lửa dự trữ.
Loại tên lửa phòng không Masurca của Pháp được phát triển dựa trên một số công nghệ của tên lửa Terrier được chia sẻ từ Mỹ.
RIM-2 Terrier sau này được thay thế bởi tên lửa tăng tầm RIM-67 Standard. Tên lửa RIM-67 có tầm bắn tương đương RIM-8 Talos trong khi kích thước lại nhỏ hơn so với Terrier.

### Thành tích trong chiến đấu
Ngày 19/78/1972, một tên lửa Terrier bắn đi từ tàu USS Sterett đã bắn rơi một máy bay MiG-17F trong Trận Đồng Hới. Tuy nhiên điều này còn chưa rõ ràng, và hai chiếc máy bay MiG vẫn quay về sân bay an toàn sau trận đánh.

### Cho mục địch nghiên cứu
Terrier cũng được sử dụng làm tầng đẩy 1 cho tên lửa nghiên cứu tầng cao. Theo đó các tầng đẩy bên trên nó có thể là nhiều loại cấu hình khác nhau như Asp, TE-416 Tomahawk (không nên nhầm lẫn với tên lửa hành trình BGM-109 Tomahawk), Orion, hoặc nhiều tầng đẩy khác với các mục đích khác nhau như Oriole hay Malemute. Nó cũng được sử dụng để làm tầng đẩy khởi tốc cho tên lửa MIM-3 Nike Ajax.

## Các phiên bản
| Định danh | Định danh cũ     | Điều khiển               | Cánh lái     | Ghi chú                                                        |
| --------- | ---------------- | ------------------------ | ------------ | -------------------------------------------------------------- |
| RIM-2A    | SAM-N-7 BW-0     | Lái theo chùm tia        | Wing control | Chỉ tác chiến được với mục tiêu dưới âm                        |
| RIM-2B    | SAM-N-7 BW-1     | Lái theo chùm tia        | Wing control | Chỉ tác chiến được với mục tiêu dưới âm                        |
| RIM-2C    | SAM-N-7 BT-3     | Lái theo chùm tia        | Tail control | Đưa vào trang bị năm 1958, tác chiến được với mục tiêu siêu âm |
| RIM-2D    | SAM-N-7 BT-3A    | Lái theo chùm tia        | Tail control | Tăng gấp đôi cự ly đánh chặn                                   |
| RIM-2D    | SAM-N-7 BT-3A(N) | Lái theo chùm tia        | Tail control | Mang đầu đạn hạt nhân W45                                      |
| RIM-2E    | SAM-N-7 HT-3     | Semi-active radar homing | Tail control | Có đầu dò radar bán chủ động                                   |
| RIM-2F    |                  | Semi-active radar homing | Tail control | Được trang bị động cơ mới                                      |

## Các bên vận hành
Hải quân Ý
- Giuseppe Garibaldi (1936) – after 1957 refit
- cruiser lớp Andrea Doria
  - Italian cruiser Andrea Doria (C 553)
  - Italian cruiser Caio Duilio (C 554)
- Vittorio Veneto (550)

 Hải quân Hoàng gia Hà Lan
- De Zeven Provinciën (C802)

 Hải quân Hoa Kỳ
- Gyatt (DDG-712)
- cruiser lớp Boston
- destroyer lớp Farragut
- cruiser lớp Providence
- cruiser lớp Long Beach
- cruiser lớp Leahy
- cruiser lớp Belknap

 Thủy quân lục chiến Hoa Kỳ

## Thư viện ảnh

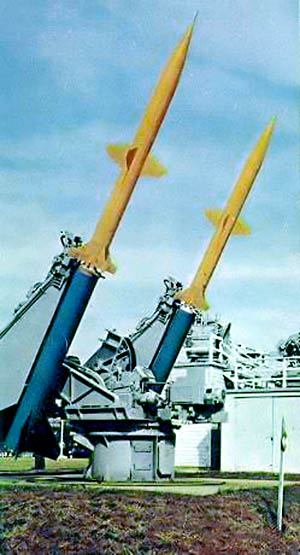
Nguyễn mẫu của tên lửa Terrier
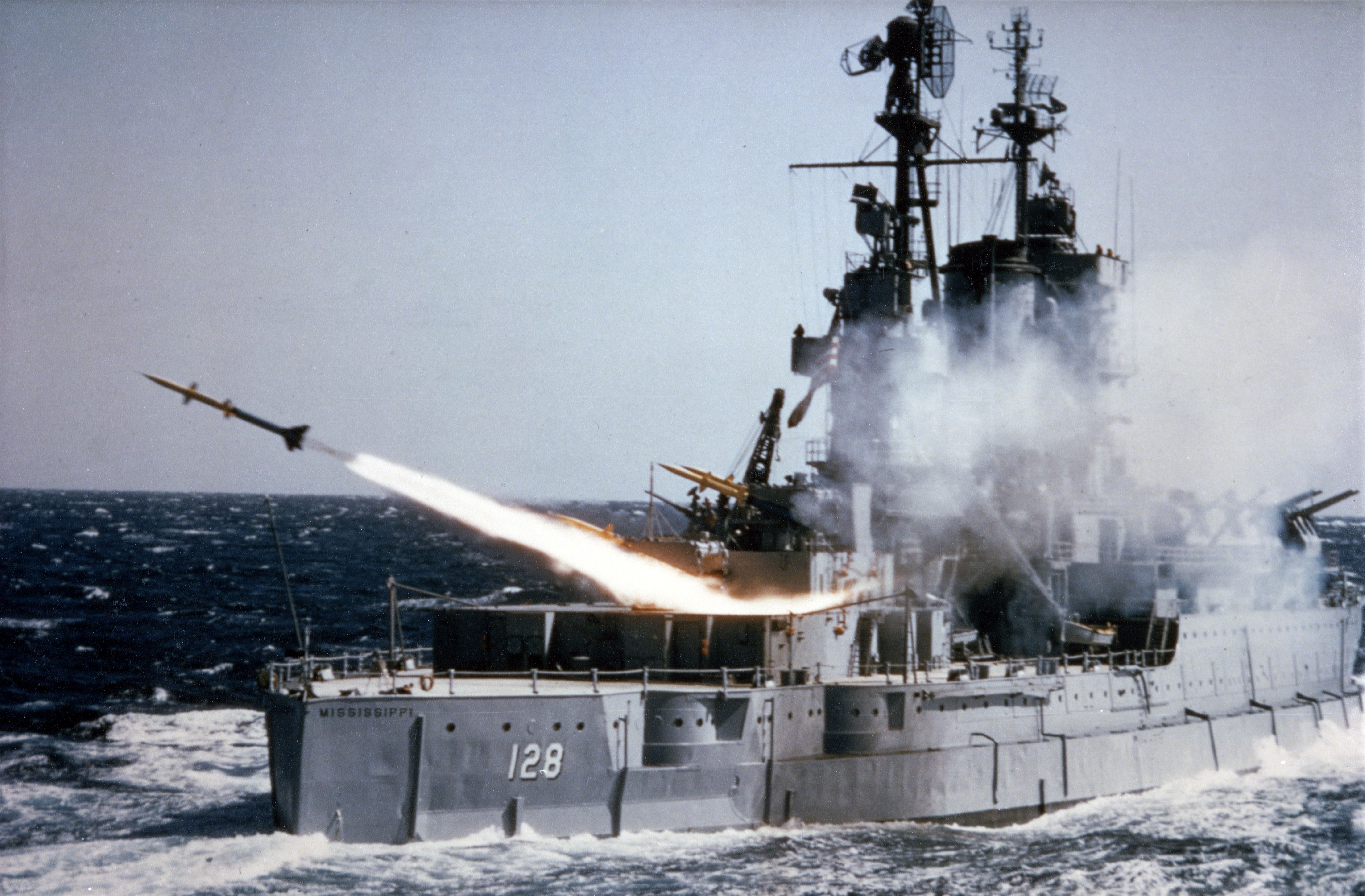
Nguyên mẫu tên lửa Terrier phóng từ USS Mississippi
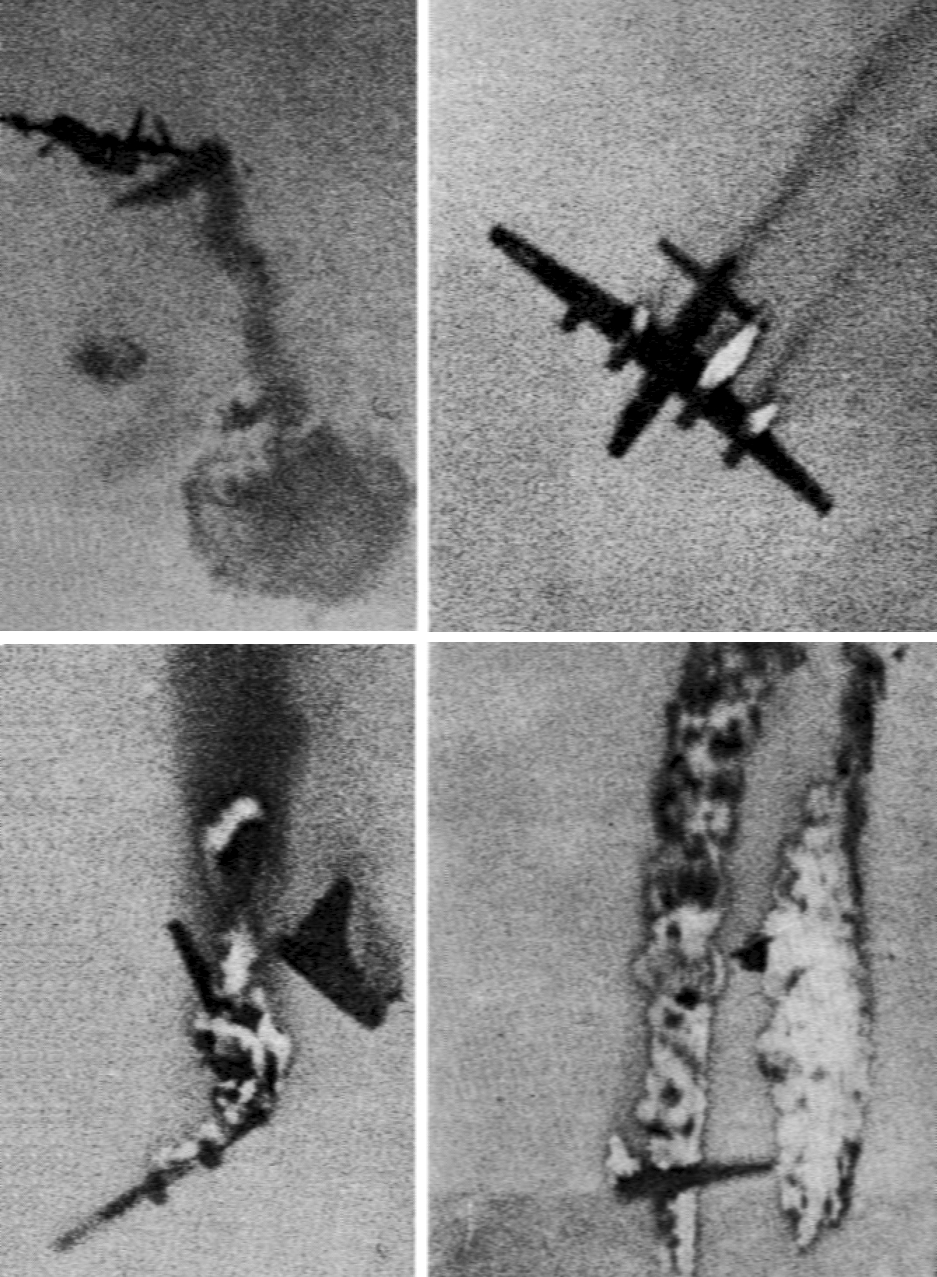
Tên lửa Terrier tiêu diệt mục tiêu bay P4Y-2K, 1956.
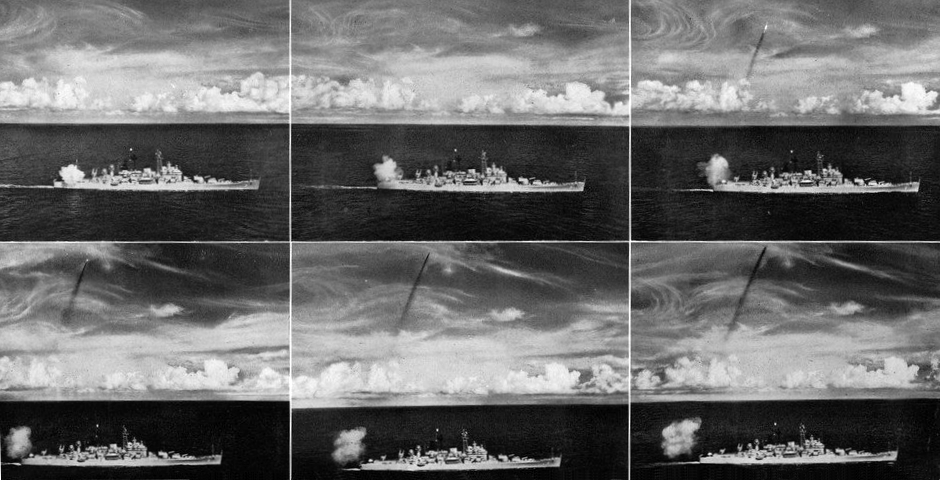
USS Canberra phóng tên lửa Terrier, 1960.
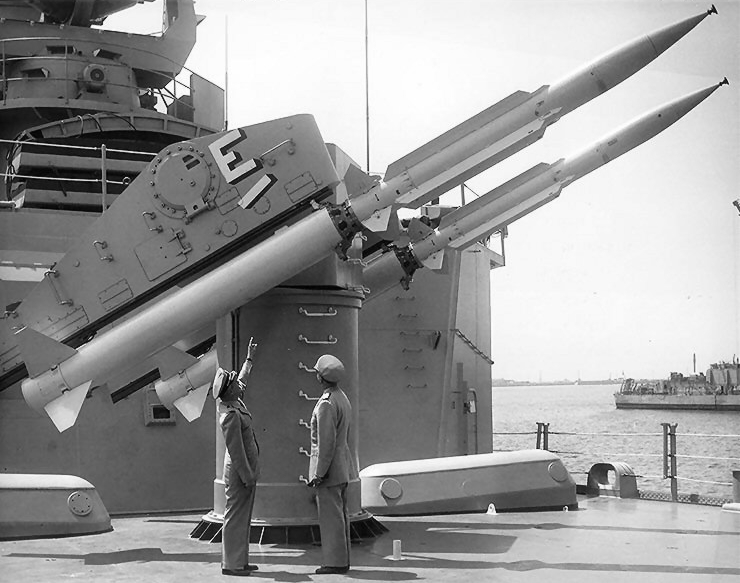
RIM-2 trên boong tàu USS Providence, 1962.
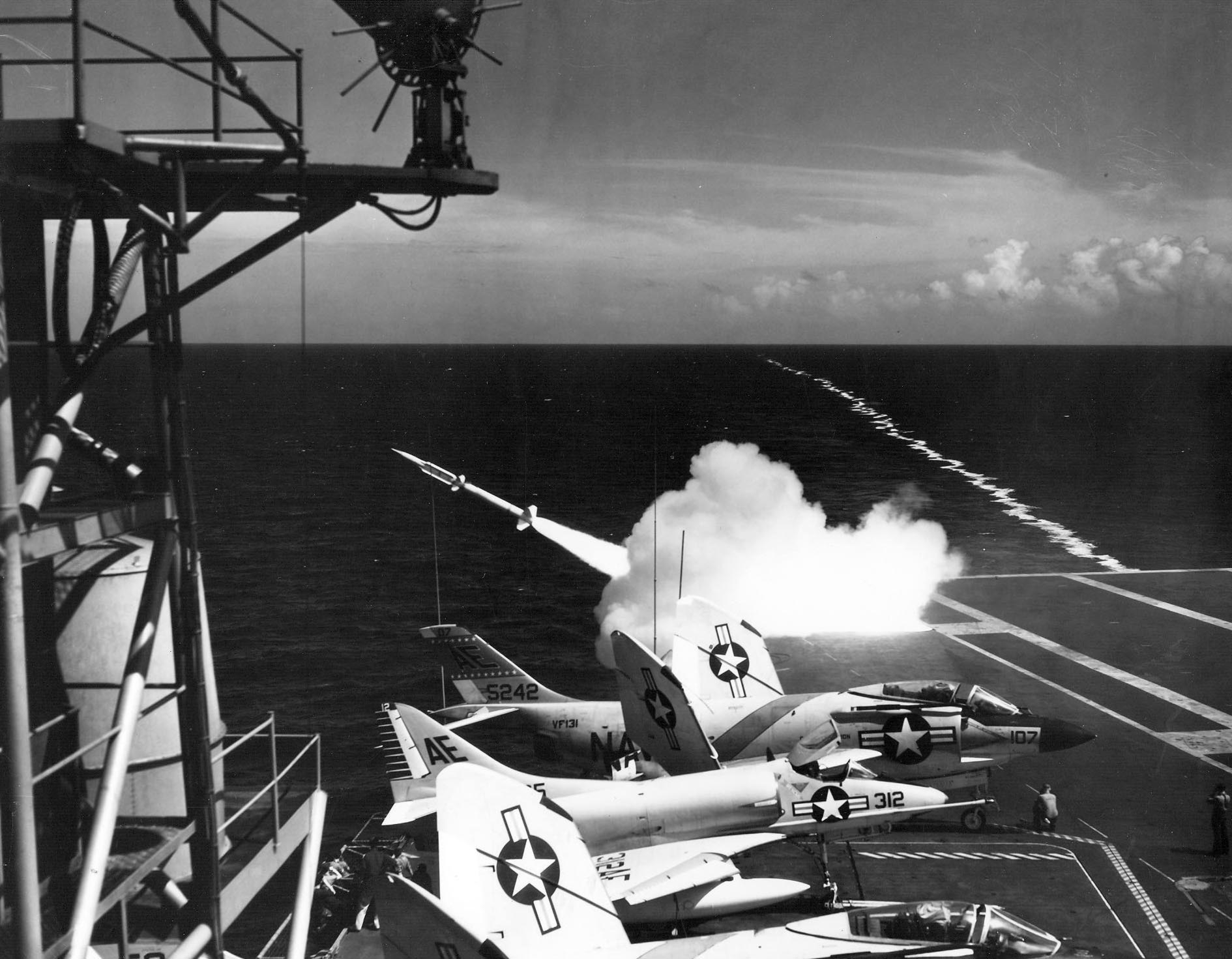
RIM-2 phóng từ USS Constellation, 1962.
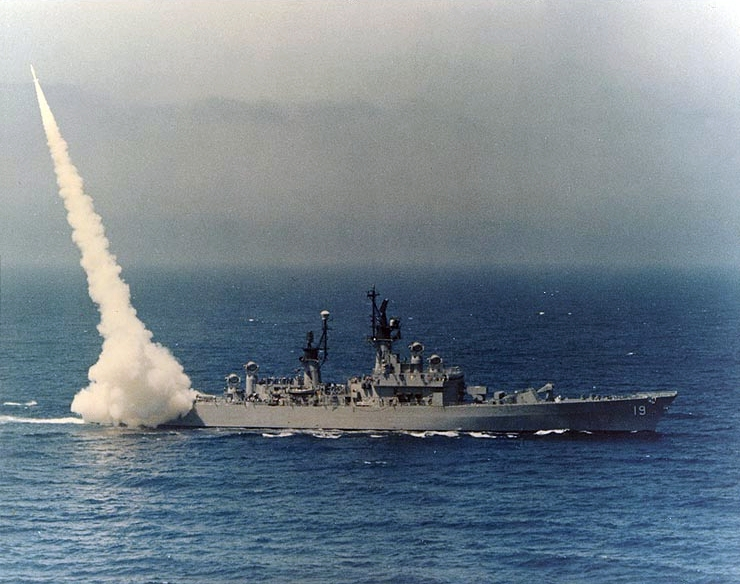
Terrier phóng từ USS Dale, 1964.